# 新見有紀子
新見　有紀子（しんみ ゆきこ）は、三重県鈴鹿市出身・アメリカ合衆国ニューヨーク市在住の日本人イラストレーター。

## 来歴
名古屋芸術大学卒業後、携帯会社に就職。週末のみショッピングセンターの通路にて大好きな似顔絵を描き始める。

「ビジョンボードイラスト」という他人の夢を一枚の絵に描き、目に見える形にする作品を制作することで夢の実現を芸術で後押しする活動を開始。独特なタッチのイラストが評判となり、中京テレビのオードリーさん、ぜひ会って欲しい人がいるんです!をはじめ、東海地方の新聞・テレビ・ラジオなどのメディアに登場した。

## 主な活動・制作

### 2016年
- カンボジアシェムリアップの学校にてイラスト講義[要出典]